# Gloeothece
Gloeothece ist eine Gattung von Cyanobakterien, die zur Familie der Aphanothecaceae in der Ordnung Chroococcales gehört.
Die Gattung wurde erstmals 1849 von Carl Nägeli beschrieben.

## Beschreibung
Die Mitglieder der Gattung sind einzellig, oval bis länglich, und bleiben nach Zellteilungen durch ineinander geschachtelte Gallerthüllen verbunden, so dass sich Kolonien oder Lager bilden. Diese erscheinen je nach Spezies unterschiedlich gefärbt, etwa kräftig rot (G. dubia), gelb- oder grünbraun (G. fuscolutea, an Felswänden zu finden), blaugrün bis violett (G. violacea).
Einigen Arten sind fähig zur Stickstofffixierung (Bindung von Luft-Stickstoff N2) unter aeroben Bedingungen, jedoch ohne Heterozysten auszubilden.
Die Gattung ist auf der ganzen Erde (kosmopolitisch) verbreitet.
Die Stämme Gloeothece citriformis PCC 7424 und Gloeothece verrucosa PCC 7822 (beide früher zur Gattung Cyanothece) haben neben Chlorophyll das zusätzliche Pigment Phycoerythrin, das die Wellenlängen des zur Energiegewinnung genutzten Lichts erweitert. Phycoerythrin verleiht diesen drei Arten dann eine bräunlich-grüne Farbe.
Gloeothece verrucosa PCC 7822 verwendet im Gegensatz zu Cyanothece homologe Rekombination, was die genetische Manipulation per Gen-Knockouts ermöglicht.

## Arten
Spezies nach AlgaeBase, LPSN und Komárek et al. (Auswahl):
- Gloeothece citriformis (Referenzstamm PCC 7424  früher als Cyanothece sp. PCC 7424 bezeichnet)[8]
- Gloeothece confluens Nägeli (veraltet: Gloeocapsa confluens, Coccomyxa confluens)
- Gloeothece dubia (Wartmann) Geitler[2]
- Gloeothece fuscolutea (Nägeli ex Kützing) Nägeli, auch G. fusco-lutea[2]
- Gloeothece lineariss Nägeli – Typus
- Gloeothece palea (Kützing) Nägeli
- Gloeothece rupestris (Lyngbye) Bornet
- Gloeothece verrucosa (Referenzstamm PCC 7822 früher als Cyanothece sp. PCC 7822 bezeichnet)[8]
- Gloeothece violacea Rabenhorst[2]